# Barnimplatz
Koordinaten: 52° 34′ 2,7″ N, 13° 34′ 23,3″ O
Der Barnimplatz ist ein rund 7000 m² großer Stadtplatz im Berliner Ortsteil Marzahn inmitten des Wohngebietes Marzahn-Nord. Er ist nach einem Wettbewerb 1996 entstanden, sein Name wurde von Marzahner Bürgern vorgeschlagen. Die Hauptgestaltungselemente sind Natursteine, Bäume und Graffiti-Bilder.

## Entstehung und Lage
1993 hatte das Bezirksamt Marzahn einen städtebaulichen Wettbewerb zur Schaffung eines neuen Stadtplatzes initiiert, der von der Havemann-, der Wörlitzer und Wittenberger Straße begrenzt wird. (Östlich grenzt er an die Trasse einer Straßenbahnstrecke nahe der Borkheider Straße.) Im Ergebnis sollte ein „Platz, der städtisch und weltoffen auf Menschen, nicht auf die Natur ausgelegt ist“ entstehen. Der Name des Platzes wurde nach Bürgervorschlägen gewählt und stellt eine gedankliche Verbindung zum nördlichen und östlichen Umland von Marzahn, dem Landkreis Barnim, her. Die Namensvergabe fand am 28. Oktober 1996 statt.

## Gestaltung

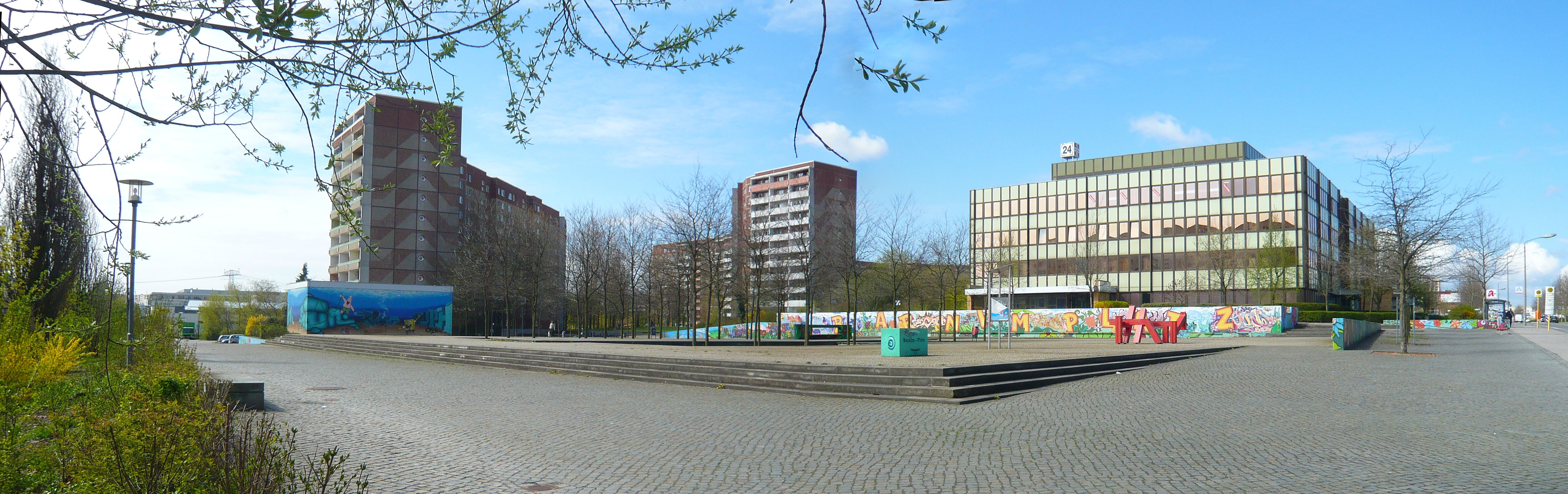
Teilpanorama mit: Graffiti am Pumpenhäuschen, dem Fries an der „Langen Mauer“, Skateboardelementen und dem Gesundheitszentrum im Hintergrund; Blick von Südwesten

1995 wurde mit der Gestaltung begonnen, die insgesamt 4,5 Millionen Mark gekostet hat. Es wurden ein Senkgarten mit rund 60 Bäumen in symmetrischer Anordnung sowie ein Wasserbecken mit Rasenfläche – alles mit Steinen als wesentlichem Gestaltungselement – hergerichtet. Am 28. Oktober erfolgten die offizielle Eröffnung und die feierliche Enthüllung des Namensschildes.
Die lange Mauer, die den Platz im Nordwesten zum dahinter stehenden Gesundheitszentrum „Theodor Brugsch“ abgrenzt, war 1999 Gegenstand eines weiteren Gestaltungswettbewerbs. Es wurden Schulklassen aus Marzahn und der Ahrensfelder Graffiti-Club gebeten, Vorschläge auszuarbeiten. Eine Jury wählte die besten Arbeiten aus, die von dem Kunstmaler Frank Beutel zu einem zusammenhängenden Fries verbunden wurden. Die Jugendlichen durften mit Unterstützung von Beutel das 70 Meter lange und 2,50 Meter hohe Wandbild mittels Acrylfarben selbst auftragen.

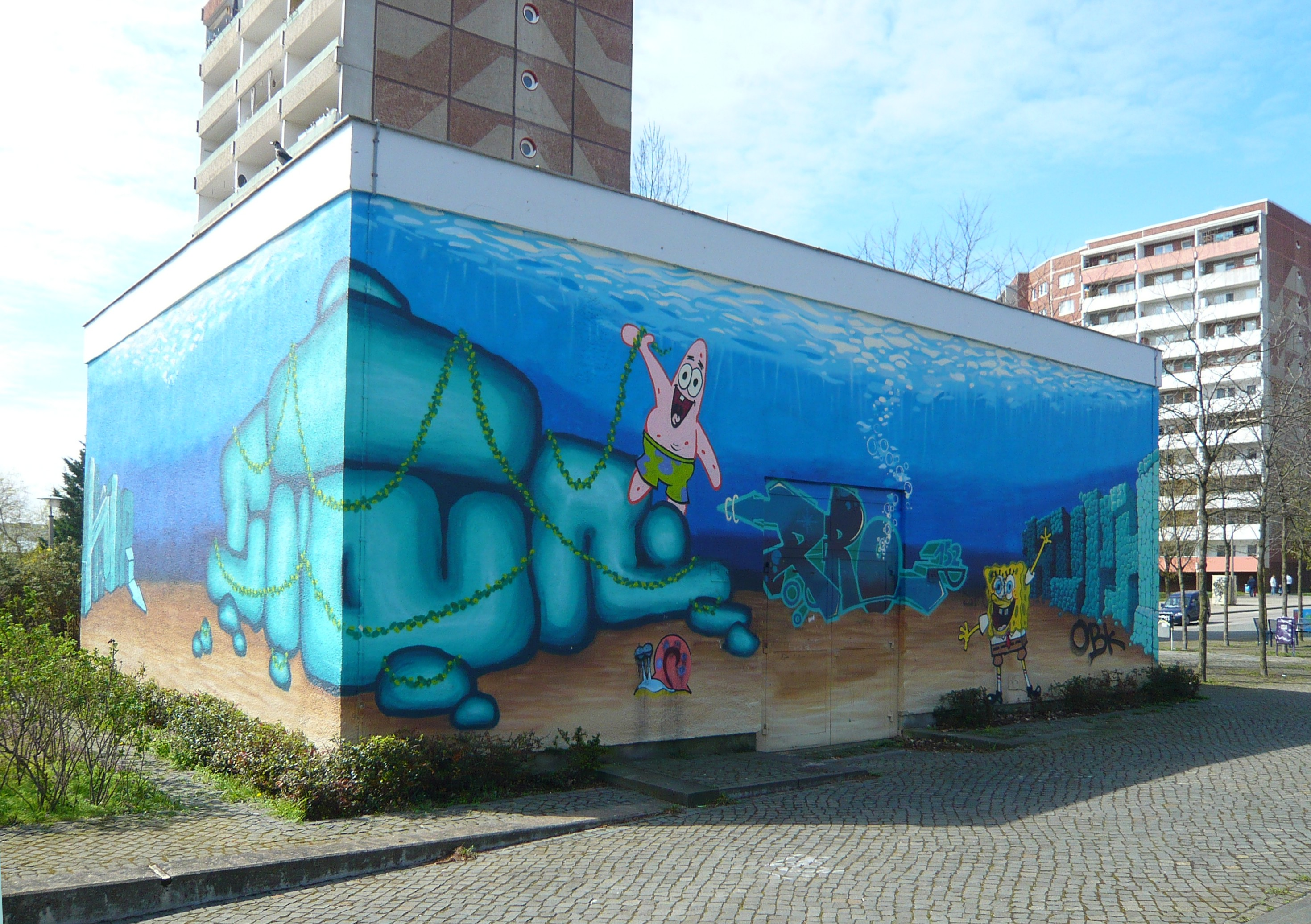
Graffiti am Container

An einem Pumpenhaus am Rande des Platzes und dem südlichen Zugang erfolgten in einer 2008er Aktion „graff that area“ weitere Graffitigestaltungen. Dieses Jugendprojektes wurde von Paul Rutz geleitet, die Entwürfe und Sprayarbeiten führte die Gruppe „Graffitnix“ aus. Aus dem Bürgerhaushalt standen dafür 7700 Euro Fördermittel bereit.
Und auf dem Platz wurden skateboardgerechte Elemente installiert.

## Akzeptanz und Nutzung
Der Platz kam zunächst bei den Marzahnern nicht gut an, sie kritisierten ihn u. a. als „Steinwüste“. Seit etwa 2000 findet er jedoch immer mehr Akzeptanz, er wird als Marktplatz genutzt aber auch für größere Kulturveranstaltungen wie einem jährlichen über den gesamten Sommer laufenden Stadtteilfest (Motto 2006: Bunte kulturelle Vielfalt aus fünf Kontinenten auf dem Barnimplatz. Eine multikulturelle Reise mit Künstlern aus Afrika, Amerika, Asien, Australien und Europa). Als Organisatoren haben sich der Verein Vision e. V., die Veranstaltungsmanagerin Alena Gawron und der Journalist Alexander Reiser verdient gemacht. Sie erhalten finanzielle Unterstützung durch die QuartiersAgentur Marzahn-Nordwest. Zwischen den Veranstaltungen steht er allerdings nach wie vor etwas verloren da.

## Weitere Grünanlagen in der Nähe

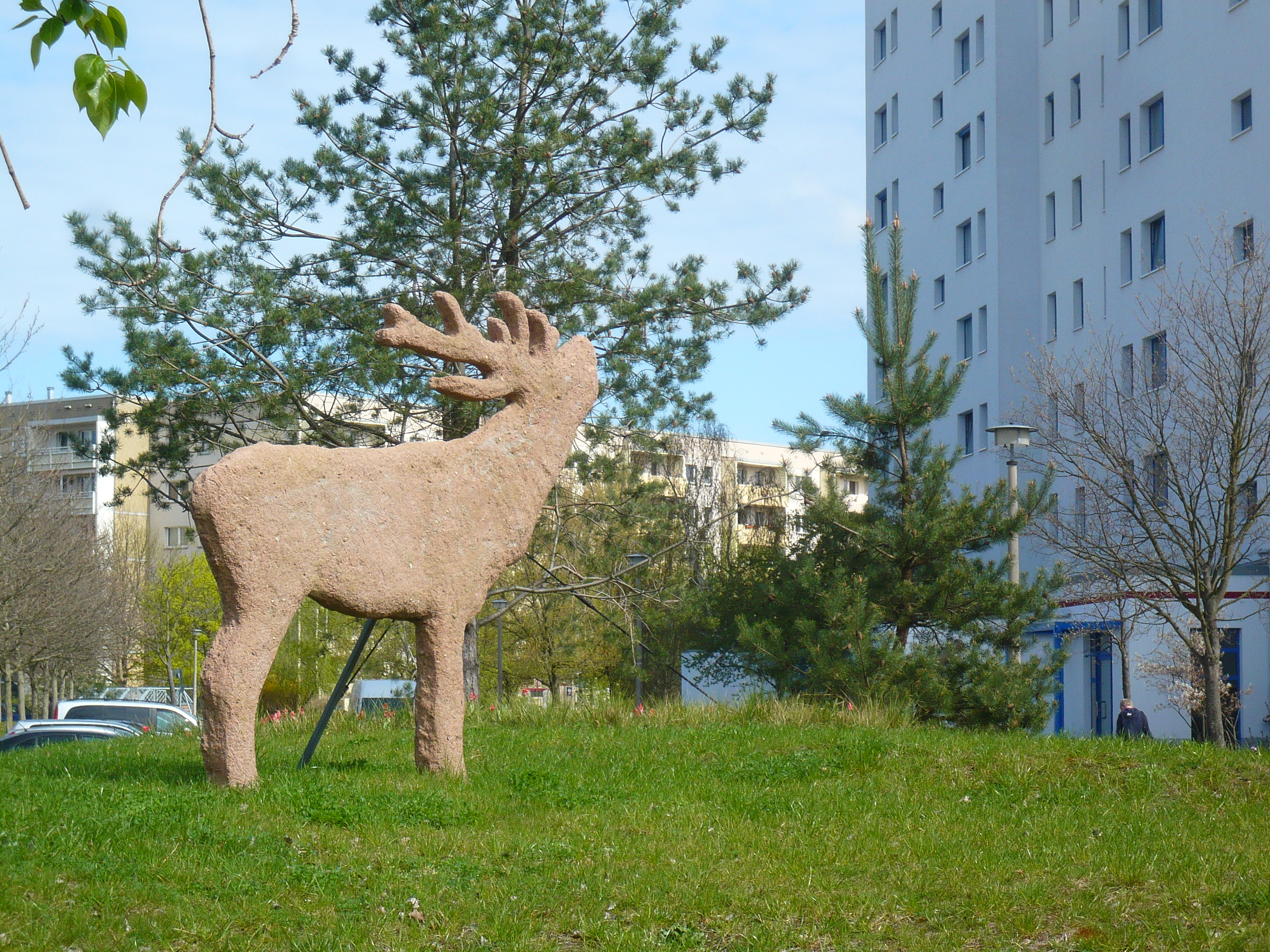
„Mini-Schorfheide“ in der Schorfheidestraße

Südwestlich des neuen Platzes – etwa 300 m entfernt – befindet sich südlich der Wörlitzer Straße der um 1985 angelegte Clara-Zetkin-Park.
Östlich, gegenüber der Havemannstraße, wurde entlang der Schorfheidestraße ein mit Gras bewachsener Hügel als Symbol für den Namensgeber der Straße mit einem Kiefernwäldchen gestaltet, vor dem aus Kunststein etwa in Lebensgröße gefertigte Hirschskulpturen stehen.